# Светски куп у биатлону 2013/14 — 9. коло
Девето коло Светског купа у биатлону 2013/14 одржано је од 20. до 23. марта 2014. године у Холменхолену, (Норвешка).

## Сатница такмичења
| Датум    | Време (UTC+1) | Дисциплина                    |
| -------- | ------------- | ----------------------------- |
| 20. март | 12.30         | Спринт 7,5 км, жене           |
| 20. март | 15,30         | Спринт 10 км, мушкарци        |
| 22. март | 13.00         | Потера 10 км, жене            |
| 22. март | 15,30         | Потера 12,5 км, мушкарци      |
| 23. март | 13.00         | Масовни старт 12,5 км жене    |
| 23. март | 15.30         | Масовни старт 15. км мушкарци |

## Освајачи медаља

### Мушкарци
| Дисциплина:                | Злато:                    | Време             | Сребро:                        | Време             | Бронза:               | Време             |
| Спринт 10 км детаљи        | Јаков Фак · Словенија     | 26:05,9 (0+1)     | Евгениј Гараничев · Русија     | 26:19,8 (0+0)     | Бјерн Фери · Шведска  | 26:20,2 (0+0)     |
| Потера 12,5 км детаљи      | Симон Едер · Аустрија     | 32:23,4 (0+0+0+0) | Александар Логинов · Русија    | 32:36,1 (0+0+0+1) | Бјерн Фери · Шведска  | 32:44,1 (0+0+0+1) |
| Масовни старт 15 км детаљи | Мартен Фуркад · Француска | 40:59,9 (0+0+1+0) | Доминик Ладертингер · Аустрија | 41:06,9 (0+0+0+0) | Јаков Фак · Словенија | 41:32,8 (0+0+1+1) |

### Жене
| Дисциплина:                 | Злато:                        | Време             | Сребро:                   | Време             | Бронза:                          | Време             |
| Спринт 7,5 км детаљи        | Дарја Дормачева · Белорусија  | 22:18,8 (0+1)     | Тора Бергер · Норвешка    | 22:29.5 (0+0)     | Susan Dunklee · Сједињене Државе | 22:51.8 (0+0)     |
| Потера 10 км детаљи         | Анастасија Кузмина · Словачка | 30:29,1 (1+0+1+0) | Тора Бергер · Норвешка    | 31:10,9 (1+1+2+0) | Олга Виљухина · Русија           | 31:23,1 (0+0+2+0) |
| Масовни старт 12, км детаљи | Анастасија Кузмина · Словачка | 39:44,8 (1+2+1+0) | Теја Грегорин · Словенија | 39:48,6 (0+0+1+1) | Мари Дорен Абер · Француска      | 39:53,1 (1+2+0+0) |

## Биланс медаља
| Земља            | Злато | Сребро | Бронза | Укупно |
| ---------------- | ----- | ------ | ------ | ------ |
| Словачка         | 2     | 0      | 0      | 2      |
| Словенија        | 1     | 1      | 1      | 3      |
| Аустрија         | 1     | 1      | 0      | 2      |
| Француска        | 1     | 0      | 1      | 2      |
| Белорусија       | 1     | 0      | 0      | 1      |
| Русија           | 0     | 2      | 1      | 3      |
| Норвешка         | 0     | 2      | 0      | 2      |
| Шведска          | 0     | 0      | 2      | 2      |
| Сједињене Државе | 0     | 0      | 1      | 1      |
| Укупно           | 6     | 6      | 6      | 18     |

## Успеси
Навећи успеси свих времена
Прва трка у светском купу
|  |  |